# برايان هايز
برايان هايز (بالإنجليزية: Brian Hayes)‏ هو سياسي أيرلندي، ولد في 23 أغسطس 1969 في دبلن في جمهورية أيرلندا. حزبياً، نشط في فاين جايل.

## مناصب
- انتخب عضو مجلس الشيوخ من أيرلندا عن دائرة الأعضاء المعينون في مجلس الشيوخ الأيرلندي [الإنجليزية]‏ وقد انضم خلال فترته النيابية ‏ (20 ديسمبر 1995 – 6 يونيو 1997)  للكتلة البرلمانية فاين جايل.
- في الانتخابات العمومية الإيرلندية 1997 [الإنجليزية]‏، انتخب نائب دييل عن دائرة دبلن الجنوبية الغربية [الإنجليزية]‏ وقد انضم خلال فترته النيابية ‏ (26 يونيو 1997 – 25 أبريل 2002)  للكتلة البرلمانية فاين جايل.
- في الانتخابات العمومية الأيرلندية 2007 [الإنجليزية]‏، انتخب نائب دييل عن دائرة دبلن الجنوبية الغربية [الإنجليزية]‏ وقد انضم خلال فترته النيابية ‏ (14 يونيو 2007 – 1 فبراير 2011)  للكتلة البرلمانية فاين جايل.
- انتخب عضو مجلس الشيوخ من أيرلندا عن دائرة اللائحة الثقافية والإعلامية [الإنجليزية]‏ وقد انضم خلال فترته النيابية ‏ (12 سبتمبر 2002 – 24 مايو 2007)  للكتلة البرلمانية فاين جايل.
- في الانتخابات العمومية الأيرلندية 2011 [الإنجليزية]‏، انتخب نائب دييل عن دائرة دبلن الجنوبية الغربية [الإنجليزية]‏ وقد انضم خلال فترته النيابية [الإنجليزية]‏ (9 مارس 2011 – 26 مايو 2014)  للكتلة البرلمانية فاين جايل.
- في انتخابات البرلمان الأوروبي 2014، انتخب عضو في البرلمان الأوروبي عن دائرة دبلن [الإنجليزية]‏ لترشحه ضمن   قائمة فاين جايل، وقد انضم خلال فترته النيابية (1 يوليو 2014 – )  للكتلة البرلمانية الكتلة البرلمانية لحزب الشعب الأوروبي.
- انتخب وزير دولة بوزارة المالية [الإنجليزية]‏.

## وصلات خارجية
- الموقع الرسمي